# سيدي بنور (تونس)
سيدي بنور هي بلدة وبلدية في معتمدية المكنين في ولاية المنستير، بتونس. .